# Коломо, Фернандо
Ферна́ндо Коло́мо Го́мес (исп. Fernando Colomo Gómez; род. 2 февраля 1946, Мадрид) — испанский кинопродюсер, сценарист и режиссёр, актёр, архитектор. Сыграл несколько эпизодических ролей в собственных фильмах и фильмах других режиссёров.
В 16 лет снял свой первый короткометражный фильм, самостоятельно написав сценарий. Учился в Высшей архитектурной школе, позднее перевёлся в Официальную школу кино.

## Фильмография
- Mañana llega el presidente (1973)
- En un país imaginario (1974)
- Pomporrutas imperiales (1976)
- Usted va a ser mamá (1976)
- Бумажные тигры / Tigres de papel (1977)[1]
- Что делает такая девушка, как ты, в таком месте, как это? / ¿Qué hace una chica como tú en un sitio como éste? (1978)
- Эротические сказки / Cuentos eróticos (1979)
- Чёрная рука / La mano negra (1980)
- Я нахожусь в кризисе / Estoy en crisis (1982)
- Линия неба / La línea del cielo (1983)
- Рыцарь дракона (Звёздный рыцарь) / El caballero del dragón (1985)
- Радостная жизнь / La vida alegre (1987)
- Мисс Карибы / Miss Caribe (1988)
- Спуститься за покупками / Bajarse al moro (1989)
- Chicas de hoy en día (1991)
- Розовая роза / Rosa Rosae (1993)
- Смешно, но не очень / Alegre, ma non troppo (1994)[2]
- Эффект бабочки / El efecto mariposa (1995)
- ¿Recuerdas la primera vez que hiciste… eso? (1996)
- Варварские годы / Los años bárbaros (1998)
- Гаванский квартет / Cuarteto de La Habana (1999)
- Dime que me quieres (2001)
- Южнее Гранады / Al sur de Granada (2003)
- Есть повод! / ¡Hay motivo! (2003)
- El Próximo Oriente (2006)[3]
- Rivales (2008)
- Банда Пикассо / Banda Picasso (2013)